# James De Ville

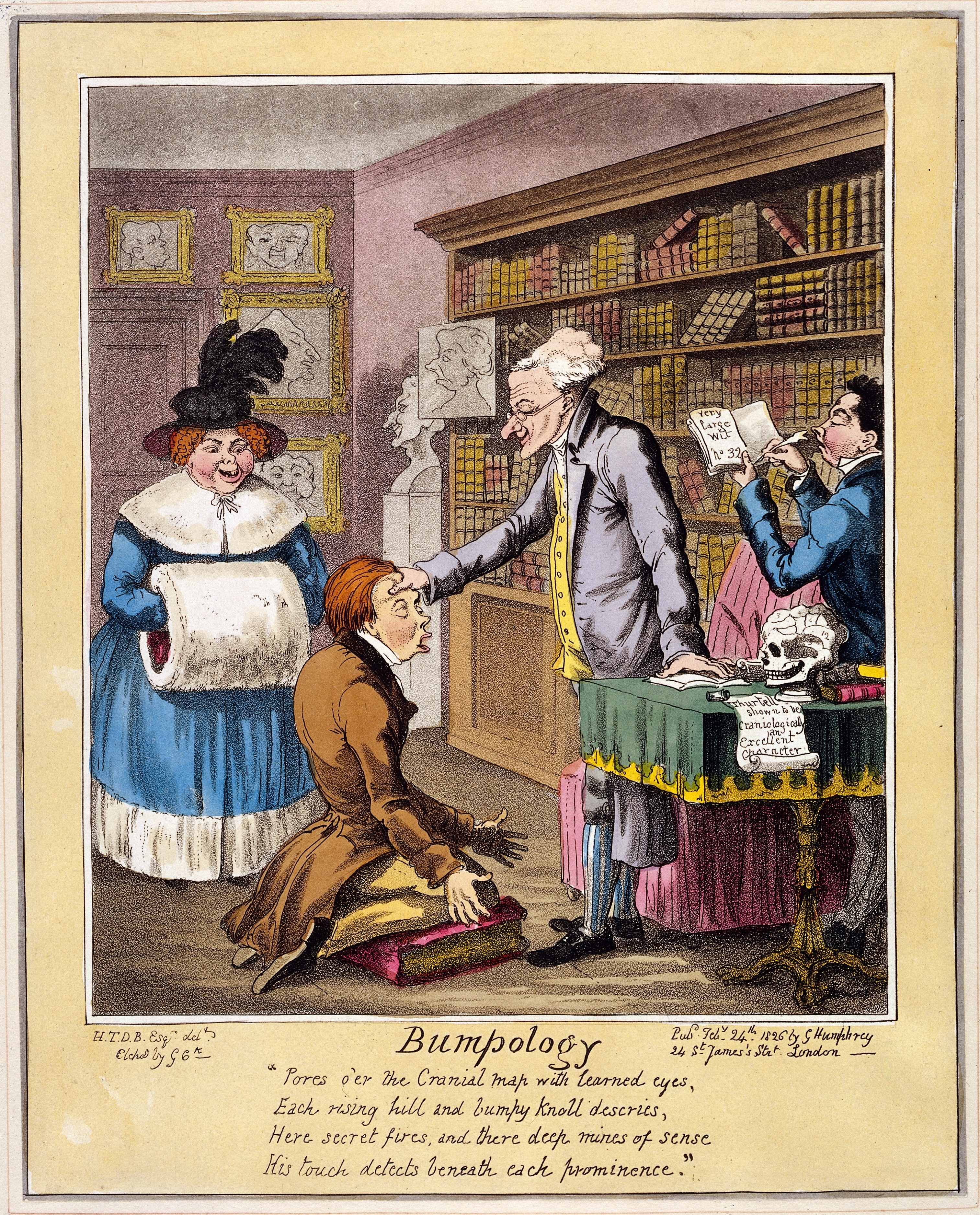
Karikatur von James De Ville (1826)

James S. De Ville (oft auch Deville) (* 12. März 1777 in Hammersmith; † 6. Mai 1846 in London) war ein englischer Phrenologe.

## Leben
James De Villes Familie hatte Schweizer Wurzeln; sein Großvater war aus Bern eingewandert und hatte in England geheiratet. Ab dem Alter von acht Jahren wurde James De Ville wegen wirtschaftlicher Schwierigkeiten von einem Onkel mütterlicherseits aufgezogen und besuchte keine Schule mehr. Etwa im Alter von 13 Jahren verdingte er sich in der Edinburgh Castle Tavern in der Londoner Straße The Strand. Bald darauf wurde er von einem benachbarten Bildhauer, Mr. Harris, in Dienst genommen. Harris starb 1796. Im Jahr darauf heiratete De Ville Jane Smith, die einen kleinen Laden betrieb. Er selbst verfertigte weiterhin Gipsabgüsse etc., wie er es bei Harris gelernt hatte. Aus der Ehe mit Jane Smith gingen fünf Kinder hervor.
1803 machte De Ville sich in Soho selbstständig. Er konnte bald an den Leicester Square umziehen und nach und nach acht Angestellte beschäftigen. Von der Gipsgießerei ging er zum Metallguss über und verfertigte nun hauptsächlich Laternen. 1814 zog er in The Strand zurück. Ab 1816 produzierte er Lampen für Leuchttürme. Schließlich wurde De Ville ein Mitglied des Institute of Civil Engineers sowie der Society of Arts. Über Bryan Donkin, der ebenfalls dem Institute of Civil Engineers angehörte, kam er mit der Phrenologie in Berührung. Donkin hatte Vorlesungen bei Franz Joseph Gall in Wien gehört und gehörte zu den Schülern von
Johann Gaspar Spurzheim. Er beauftragte De Ville ab 1817 mit Gipsabgüssen im Dienste der Wissenschaft. Bald fasste De Ville ein über das Handwerkliche hinausgehendes Interesse an der Phrenologie und begann eine Sammlung phrenologischer Probestücke anzulegen.
Ab 1821 verfertigte De Ville auch Abgüsse von lebenden Probanden. Anleitung erhielt er von C. A. Tulk. 1824 brachte er eine standardisierte Gipsbüste mit einem Begleitbuch über die phrenologischen Regionen heraus. Schon 1823 hatte er zusammen mit John Elliotson (1791–1868) und Donkin die London Phrenological Society gegründet und in Paris Spurzheim aufgesucht und zu Vorträgen nach London eingeladen. Diese Vorträge fanden 1825 statt und im Anschluss daran begann De Ville auch mit eigener Lehrtätigkeit, die ihm allerdings aufgrund seiner mangelnden Schulbildung oft Spott einbrachte.
1826 untersuchte er die Köpfe von Strafgefangenen, die nach New South Wales verschifft werden sollten, und sagte die Gefahren der Überfahrt richtig voraus: Auf dem Schiff brach ein Aufruhr aus. Im selben Jahr untersuchte er den Elefanten Chunee, den man in seinem Käfig erschossen hatte, und fertigte einen gewaltigen Gipsabdruck an. Sein Angebot, auch die anderen Tiere in der Menagerie im Exeter Change zu untersuchen, um eventuell weitere Gefahren vorhersagen zu können – Chunee hatte sich nicht mehr kontrollieren lassen –, wurde vom Inhaber abgelehnt.
Unter den Personen, die De Ville untersuchte, waren John Elliotson, Hermann von Pückler-Muskau, Harriet Martineau, Charles Bray, George Eliot, William Blake, Richard Dale Owen, Richard Carlile, Marian Evans, Jules Sébastien-César Dumont d’Urville, der Duke of Wellington und Prinz Albert.
In den 1820er bis 1840er Jahren galt er als der bekannteste Phrenologe und Verfertiger entsprechender Gipsabgüsse in London. Spurzheim und Gall bewunderten seine Sammlung, die bei seinem Tod etwa 5.450 Stücke umfasste, gleichermaßen, und De Ville verkaufte seine Gipsmodelle weltweit. Viele Exemplare sind in der Edinburgh School of Anatomy erhalten geblieben.
1840 wurde er Mitglied der Phrenological Association; 1842 zog er sich unter dem Eindruck der Spaltung der Phrenologen in England nach der Rede von William Collins Engledue (1814–1859), in der Phrenologie mit Materialismus gleichgesetzt wurde, zurück.